# كلودين شاتيل
كلودين شاتيل (بالفرنسية: Claudine Chatel)‏ (و. 1951 – م) هي ممثلة، وممثلة دُبلاج من كندا.

## وصلات خارجية
- كلودين شاتيل على موقع IMDb (الإنجليزية)
- كلودين شاتيل على موقع كينوبويسك (الروسية)